# Ralf Minge
Ralf Minge (* 8. října 1960, Elsterwerda) je bývalý východoněmecký fotbalista, útočník, reprezentant Východního Německa (NDR). Po skončení aktivní kariéry působil jako trenér.

## Fotbalová kariéra
Ve východoněmecké oberlize hrál za Dynamo Drážďany, nastoupil ve 222 ligových utkáních a dal 103 gólů. V letech 1989 a 1990 získal s Dynamem Drážďany mistrovský titul a v letech 1982, 1984, 1985 a 1990 východoněmecký fotbalový pohár. V Poháru mistrů evropských zemí nastoupil v 7 utkáních a dal 1 gól, v Poháru vítězů pohárů nastoupil ve 12 utkáních a dal 3 góly a v Poháru UEFA nastoupil v 16 utkáních a dal 5 gólů. Za reprezentaci Východního Německa (NDR) nastoupil v letech 1983-1989 ve 36 utkáních a dal 8 gólů.

## Ligová bilance
| Ročník          | Zápasy | Góly | Klub            |
| --------------- | ------ | ---- | --------------- |
| I. liga 1980/81 | 15     | 6    | Dynamo Drážďany |
| I. liga 1981/82 | 23     | 14   | Dynamo Drážďany |
| I. liga 1982/83 | 24     | 17   | Dynamo Drážďany |
| I. liga 1983/84 | 26     | 17   | Dynamo Drážďany |
| I. liga 1984/85 | 22     | 11   | Dynamo Drážďany |
| I. liga 1985/86 | 17     | 9    | Dynamo Drážďany |
| I. liga 1986/87 | 25     | 14   | Dynamo Drážďany |
| I. liga 1987/88 | 25     | 7    | Dynamo Drážďany |
| I. liga 1988/89 | 18     | 4    | Dynamo Drážďany |
| I. liga 1989/90 | 6      | 0    | Dynamo Drážďany |
| I. liga 1990/91 | 21     | 4    | Dynamo Drážďany |
| CELKEM I. liga  | 166    | 54   |                 |